# Коцюбинчицька сільська рада
Коцюбинчицька сільська́ ра́да — колишня адміністративно-територіальна одиниця та орган місцевого самоврядування в Чортківському районі Тернопільської області. Адміністративний центр — село Коцюбинчики.

## Загальні відомості
- Територія ради: 20,926 км²
- Населення ради: 736 осіб (станом на 2001 рік)
- Територією ради протікає річка Збруч

## Населені пункти
Сільській раді були підпорядковані населені пункти:
- с. Коцюбинчики
- с. Зелена

## Історія
Перша сільська рада в Коцюбинчиках утворена у вересні 1939 року.
У квітні 1944 році сільська рада відновлена.
21 вересня 1954 року до Коцюбинчицької сільської ради приєднано Зеленецьку сільську раду.
1 грудня 2020 року увійшла до складу Гусятинської селищної громади.

## Географія
Коцюбинчицька сільська рада межувала з Великочорнокінецькою, Кривеньківською, Босирівською, Сокиринецькою сільськими радами — Чортківського району.

## Склад ради

### Керівний склад попередніх скликань

#### Голови ради
| Прізвище, ім'я, по батькові | Основні відомості | Дата обрання | Дата звільнення |
| --------------------------- | ----------------- | ------------ | --------------- |
| Грабець Богдан Петрович     | Сільський голова  | 1990         | 1994            |
| Гнатишин Галина Данилівна   | Сільський голова  | 1994         | 1998            |
| Гнатишин Галина Данилівна   | Сільський голова  | 1998         | 2002            |
| Величенко Євген Федорович   | Сільський голова  | 2002         | 2006            |
| Величенко Євгеній Федорович | Сільський голова  | 26.03.2006   | 31.10.2010      |
| Вітик Ольга Богданівна      | Сільський голова  | 31.10.2010   | 25.10.2015      |
| Слободян Андрій Антонович   | Сільський голова  | 25.10.2015   | 01.12.2020      |

Примітка: таблиця складена за даними сайту Верховної Ради України

#### Секретарі ради
| Прізвище, ім'я, по батькові   | Основні відомості | Дата обрання | Дата звільнення |
| ----------------------------- | ----------------- | ------------ | --------------- |
| Букало Олена Павлівна         | Секретар          | 1990         | 1994            |
| Мельничук Надія Андріївна     | Секретар          | 1994         | 1998            |
| Величенко Марія Іванівна      | Секретар          | 2002         | 2006            |
| Вітик Ольга Богданівна        | Секретар          | 2006         | 2010            |
| Антонюк Наталія Володимирівна | Секретар          | 2010         | 2015            |
| Антонюк Наталія Володимирівна | Секретар          | 2015         | 2020            |

### Депутати

#### VII скликання
За результатами місцевих виборів 2015 року депутатами ради стали:
1. Шмата Ярослав Богданович
2. Шмата Любов Віталіївна
3. Пашко Віра Михайлівна
4. Антонюк Наталія Володимирівна
5. Сиротинський Роман Йосипович
6. Грібанова Надія Северинівна
7. Бляшук Адам Пилипович
8. Глушка Ольга Сидорівна
9. Хамрик Наталія Антонівна
10. Главацька Марія Йосипівна
11. Захарків Галина Миколаївна
12. Богачик Зіновій Іванович

#### VI скликання
За результатами місцевих виборів 2010 року депутатами ради стали:
1. Скоробогач Оксана Миколаївна
2. Антонюк Наталія Володимирівна
3. Захарків Галина Миколаївна
4. Петришин Соня Михайлівна
5. Антонюк Олег Володимирович
6. Олевська Ольга Миронівна
7. Глушка Ольга Сидорівна
8. Хамрик Наталія Антонівна
9. Величенко Мирослав Степанович
10. Главацька Марія Йосипівна
11. Богачик Антон Степанович
12. Котюк Галина Василівна
13. Шмата Любов Віталіївна
14. Зеленецький Тарас Никифорович
15. Величенко Євгеній Федорович

#### V скликання
За результатами місцевих виборів 2006 року депутатами ради стали:
1. Скоробогач Оксана Миколаївна
2. Антонюк Наталія Володимирівна
3. Гелюх Тетяна Володимирівна
4. Петришин Соня Михайлівна
5. Грібанова Надія Саверинівна
6. Придруга Петро Мирославович
7. Глушка Ольга Сидорівна
8. Хамрик Наталія Антонівна
9. Маслій Віталій Володимирович
10. Главацька Марія Йосипівна
11. Богачик Антін Степанович
12. Вітик Ольга Богданівна
13. Ковальчук Євгенія Іванівна
14. Зеленецький Тарас Некифорович
15. Гнатишин Ярослав Іванович

#### IV скликання
За результатами місцевих виборів 2002 року депутатами ради стали:
1. Величенко Марія Іванівна
2. Скоробогач Ігор Михайлович
3. Байбура Іван Васильович
4. Глушка Ольга Сидорівна
5. Петришин Соня Михайлівна
6. Грібанова Надія Саверинівна
7. Ераносян Галина Петрівна
8. Хамрик Наталія Антонівна
9. Сиротинська Дарія Іванівна
10. Атаманюк Оксана Антонівна
11. Богачик Надія Володимирівна
12. Вітик Ольга Богданівна
13. Стельмащук Людмила Богданівна
14. Шмата Ярослав Богданович
15. Тушканов В′ячеслав Віталійович

#### III скликання
За результатами місцевих виборів 1998 року депутатами ради стали:
1. Катрусяк Володимир Іванович
2. Стельмащук Людмила Михайлівна
3. Катрусяк Надія Антонівна
4. Ковальчук Євгенія Іванівна
5. Гнатишин Ярослав Іванович
6. Величенко Марія Іванівна
7. Скоробогач Ігор Михайлович
8. Безкоровайний Дмитро Леонович
9. Максимчук Марія Василівна
10. Блящук Оксана Мирославівна
11. Глушка Степан Якович
12. Грай Марія Іванівна
13. Федусь Степан Петрович
14. Главацька Марія Йосипівна
15. Цимбалюк Оксана Степанівна

#### II скликання
За результатами місцевих виборів 1994 року депутатами ради стали:
1. Катрусяк Надія Антонівна
2. Шмата Ярослав Богданович
3. Зеленецький Тарас Некифорович
4. Кузняк Надія Петрівна
5. Мужилівська Ганна Іванівна
6. Гелюх Степан Іванович
7. Скоробогач Ігор Михайлович
8. Глушко Степан Якович
9. Ратушняк Мирослав Саверинович
10. Безкоровайний Роман Леонович
11. Белікова Галина Мирославівна

#### I скликання
За результатами місцевих виборів 1990 року депутатами ради стали:
1. Антонюк Микола Іванович
2. Назаркевич Орислава Костянтинівна
3. Катрусяк Надія Антонівна
4. Величенко Богдан Васильович
5. Кіндзерський Ігор Степанович
6. Кіндзерський Омелян Дмитрович
7. Кузняк Надія Петрівна
8. Мельничук Надія Андріївна
9. Кілик Галина Михайлівна
10. Букало Олена Павлівна
11. Бураковський Зеновій Мирославович
12. Гелюх Степан Іванович
13. Скоробогач Люба Олексіївна
14. Грабець Богдан Петрович
15. Клопотюк Богдан Степанович
16. Мужилівська Ірина Дмитрівна
17. Ільчишин Степан Володимирович
18. Виросток Софія Павлівна
19. Файніцька Олена Богданівна
20. Слободян Дмитро Дмитрович